# 女子高生、僧になる。
『女子高生、僧になる。』（じょしこうせい そうになる）は、2023年9月18日（17日深夜）から10月23日（22日深夜）まで毎日放送で放送されたテレビドラマ。主演は畑芽育。毎日放送完全オリジナルで制作された。
高校卒業を間近に控え、進路の決まっていない女子高生が幼なじみの男子とともに亡き祖父の寺の再建を目指すハートフルコメディー。

## あらすじ
高校生の下白石麦は、高校の3年間全てを半地下アイドルグループ「ダビデーズ」の推し活に費やして進路さえ決まっていない。そのグループが不祥事で解散し、やりきれない気持ちを抱えていた。
そんな時、麦の祖父で白石寺の住職・下白石仁常が亡くなり、葬儀の最中に寺には借金があることが発覚する。麦の母・下白石稲子や伯父の清仁たちは寺を廃寺として借金を清算することを考える。
だが、麦は葬儀で再会した幼なじみの磯野柊が仏教系の大学で僧侶の資格を取得したものの就職先がなく一般企業への就職を決めたことを聞き、柊に白石寺の住職となることを提案する。麦と柊の提案を聞いた稲子は半年以内に経営を黒字にすることを条件に提案を受け入れる。 
麦と柊は協力して寺の経営立て直しをしようとし、寺専門コンサルタント会社の寺・エボリューションの里中樹たちに手助けを依頼する。彼らの調査によると寺には約600万円の負債がある上、毎月赤字が累積している状況とのこと。
麦は里中たちの助言に従い、収入増のため新規の檀家を増やそうと、推し活の経験を活かし、チラシの作成やSNSで若い層にアピールする。また、柊を「イケメン住職」と銘打ち法話会を企画し、元のダビデーズ推しの仲間たちに呼びかける。法話会では柊が若い女性の前でうまく話せなかったが、逆に初々しいと人気が出る。
そんな麦たちの行動が昔からの檀家総代の兼光夫妻たちからは反感を買い、檀家を辞められそうになったり、さまざまな課題が立ちはだかるが、麦たちは寺の再建に向けて奮闘していく。

## キャスト

### 主要人物
下白石麦（しもしらいし むぎ）
演 - 畑芽育（幼少期：吉田帆乃華）
高校3年生。元アイドルオタク。借金を抱えた祖父のお寺・白石寺を再建しようとする。
磯野柊（いその しゅう）
演 - 奥野壮（幼少期：佐藤尊）
麦の幼なじみ。仁常を尊敬しており、仏教系の大学で僧侶の資格を取得した。お寺の再建のため新住職となる。
人前、特に若い女性の前では緊張してうまく話せなくなり、法話会でも参加者の女性から逆に励まされている。

### 寺（ジ）・エボリューション
ベンチャー系の寺専門コンサルタント会社。
里中樹（さとなか いつき）
演 - 東啓介
主任コンサルタント。麦に寺の再建プランを提案する。
藤代日向（ふじしろ ひなた）
演 - 吉田晴登
里中の部下。アシスタント経営コンサルタント。

### 麦の家族
下白石稲子（しもしらいし いなこ）
演 - しゅはまはるみ
麦の母。シングルマザー。寺の再建を申し出る麦に半年の猶予期間を与える。
下白石仁常（しもしらいし じんじょう）
演 - 田山涼成
麦の祖父。白石寺の住職。故人。
亡くなる前5年程は体調を崩しており、寺の経営にも手をつけられなかったらしく多額の借金を残していた。

### 柊の関係者
立花幹太（たちばな かんた）
演 - 伊藤あさひ
柊の高校の同級生。地元の花屋に勤める。白石寺には配達でよく出入りしている。

### その他
辰雄（たつお）
演 - 春海四方
白石寺の檀家。檀家離れの危機の際、麦に檀家とのチームワークが大事だとアドバイスする。

### ゲスト

#### 第1回
清仁
演 - 尾崎右宗
稲子の兄。白石寺の責任役員。別の寺で僧侶をしている。
佳代子
演 - 原扶貴子
稲子の姉。
三葉
演 - 田中日奈子（第2回）
麦の友人（オタク友達）。柊の法話会にも参加している。
カズマ
演 - 七瀬公（第5回、最終回）
半地下アイドルグループ「ダビデーズ」のメンバー。
タモツ
演 - 木村伊吹
「ダビデーズ」のメンバー。結婚していたことや不倫、年齢のサバを読んでいたことが発覚しグループが活動休止となる。
「ダビデーズ」のメンバー
演 - 戸田一総、北條右京

#### 第2回
兼光照義
演 - 佐伯新（第3回、第4回）
白石寺の檀家総代。
麦たちのやり方に反発し、一旦は檀家を辞めると言い出すが、麦から低姿勢に助けを求められ、協力的になる。
兼光弘美
演 - 阿南敦子（第3回、第4回）
照義の妻。夫とともに反発していたが、麦の態度に好意を持ち、今後は何でも相談してと言い出す。

#### 第3回
益子
演 - 生越千晴（第4回）
白熊葬儀社の社員。
菩提寺のない遺族に白石寺を紹介する上の審査として実際の葬儀の様子を見せてほしいと持ちかける。
小西哲司
演 - 竹森千人（第4回）
白石寺の檀家。女子大の教授だった母・春恵の葬儀を依頼する。
母はヴィーガンだったと通夜振る舞いにも細かな注文をつけるなど気難しい。
木幡哲弘
演 - 八十田勇一（第4回）
小西からは母・春恵のストーカーのような存在なので葬儀に出席させないように言われている。

#### 第4回
柊の祖母
演 - にしだまちこ
柊が遊びに行くと野菜たっぷりの料理を作ってくれた。故人。

#### 第5回
大城美月
演 - 塩田みう（最終回）
幹太の彼女。幹太と「寺ウェディング」をしてくれようとしている。
倉本
演 - 板倉武志（最終回）
里中たちの上司。白石寺の土地の買収を企み、「確実にしとめろ」と里中に指示する。

#### 最終回
大城紗月
演 - 遠藤久美子
美月の母。
参拝客
演 - 堀口紗奈、福田一華
麦がSNSにアップした五劫思惟阿弥陀仏（ごこうしゆいあみだぶつ、アフロヘアの仏像）目的の参拝客。

## スタッフ
- 脚本 - 森ハヤシ
- 監督 - 横尾初喜、森ハヤシ、戸塚寛人
- オープニングテーマ - shallm「センチメンタル☆ラッキーガール」（ユニバーサルミュージック）[12]
- エンディングテーマ - mzsrz「Odyssey」（avex trax）[12]
- 特殊メイク - 並河学、百武朋
- 選曲 - 水口雄貴
- 協力 - 浄土宗
- 監修 - 浄土宗総合研究所、中野孝昭、荒木信道、若林隆仁
- プロデューサー - 村島亘（MBS）
- 企画 - 神阪謙二（MBS企画）、中村雅人（MBS企画）
- プロデュース - 櫻井雄一（ソケット）
- 制作プロダクション - ソケット
- 製作 - 「女子高生、僧になる。」製作委員会、毎日放送

## 放送日程
| 話数   | 放送日   | サブタイトル                      | 監督     |
| ------ | -------- | --------------------------------- | -------- |
| 第1話  | 09月18日 | お寺の救世主は女子高生!?          | 横尾初喜 |
| 第2話  | 09月25日 | イケメン住職に弱点発覚で大ピンチ! | 横尾初喜 |
| 第3話  | 10月02日 | 初めての葬儀は大波乱の予感…!      | 森ハヤシ |
| 第4話  | 10月09日 | イケメン住職、覚醒!?              | 森ハヤシ |
| 第5話  | 10月16日 | 寺ウェディングで起死回生!?        | 森ハヤシ |
| 最終話 | 10月23日 | 私、僧になります!                 | 横尾初喜 |

- 第5話は前日放送の日曜劇場『下剋上球児』拡大放送（21:00 - 22:19）のため、25分繰り下げられ、1時15分 - 1時45分に放送された。
- 最終話は前日放送の日曜劇場『下剋上球児』拡大放送（21:00 - 22:09）のため、15分繰り下げられ、1時5分 - 1時35分に放送された。

## 放送局
| 放送期間                  | 放送時間                 | 放送局       | 対象地域   | 備考   |
| ------------------------- | ------------------------ | ------------ | ---------- | ------ |
| 2023年09月18日 - 10月23日 | 月曜 0:50 - （日曜深夜） | 毎日放送     | 近畿広域圏 | 製作局 |
| 2023年09月19日 - 10月24日 | 火曜 23:30 -             | 千葉テレビ   | 千葉県     |        |
| 2023年09月22日 - 10月27日 | 木曜 1:30 - （水曜深夜） | とちぎテレビ | 栃木県     |        |
| 2023年09月23日 - 10月28日 | 土曜 0:00 - （金曜深夜） | テレビ神奈川 | 神奈川県   |        |
| 2023年09月24日 - 10月29日 | 日曜 1:30 - （土曜深夜） | テレビ埼玉   | 埼玉県     |        |
| 2023年09月26日 - 10月31日 | 火曜 0:55 - （月曜深夜） | 長崎放送     | 長崎県     |        |
| 2023年10月02日 - 11月06日 | 月曜 22:30 -             | 群馬テレビ   | 群馬県     |        |
| 2023年11月04日 - 12月09日 | 土曜 1:53 - （金曜深夜） | 北海道放送   | 北海道     |        |

※ 毎日放送での初回は深夜1：15から放送された。

## ネット配信
| 配信開始月 | 配信サイト    | 配信料金     | 備考                                  |
| ---------- | ------------- | ------------ | ------------------------------------- |
| 2023年8月  | TVer          | 広告付き無料 | 見逃し配信 MBS放送終了後から1週間限定 |
| 2023年8月  | MBS動画イズム | 広告付き無料 | 見逃し配信 MBS放送終了後から1週間限定 |